# Saint-Léon-sur-Vézère
Saint-Léon-sur-Vézère is een gemeente in het Franse departement Dordogne (regio Nouvelle-Aquitaine). Saint-Léon-sur-Vézère telde op 1 januari 2022 430 inwoners. De plaats maakt deel uit van het arrondissement Sarlat-la-Canéda. Saint-Léon-sur-Vézère is lid van Les Plus Beaux Villages de France.
Saint-Léon had een rivierhaven op de Vézère, waar tussen de 17e en 19e eeuw kanonnen van de hoogovens van de Périgord over het water naar het arsenaal van La Rochelle werden vervoerd.

## Bezienswaardigheden
- Romaanse kerk van Saint-Léonce (12e eeuw) met fresco's
- Manoir de la Salle
- Kasteel van Clérans
- Kasteel van Chaban

## Geografie
De oppervlakte van Saint-Léon-sur-Vézère bedroeg op 1 januari 2022 13,76 vierkante kilometer; de bevolkingsdichtheid was toen 31,3 inwoners per km². De plaats ligt aan de Vézère. 
De onderstaande kaart toont de ligging van Saint-Léon-sur-Vézère met de belangrijkste infrastructuur en aangrenzende gemeenten.

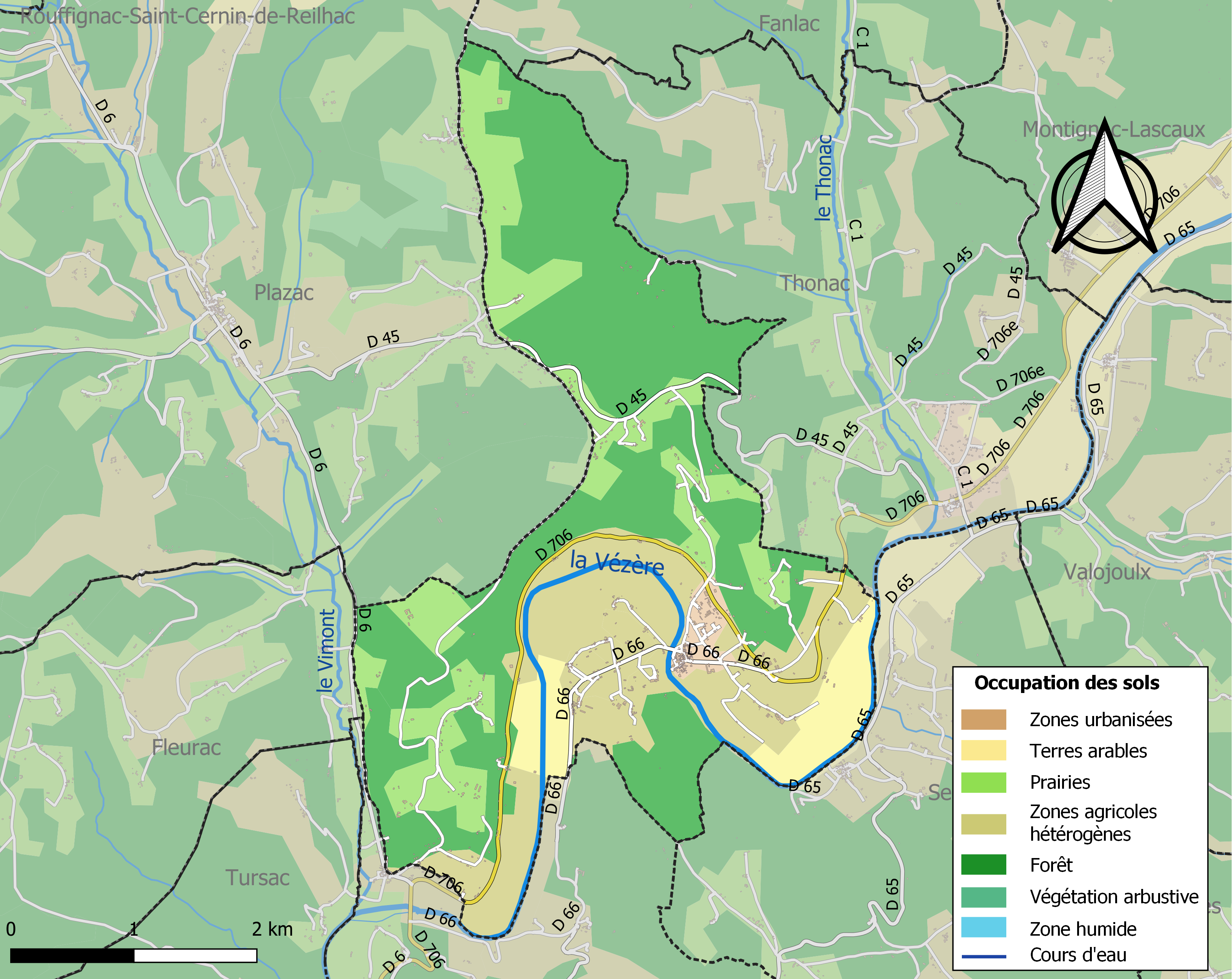

## Demografie
Onderstaande figuur toont het verloop van het inwonertal (bron: INSEE-tellingen).

## Afbeeldingen

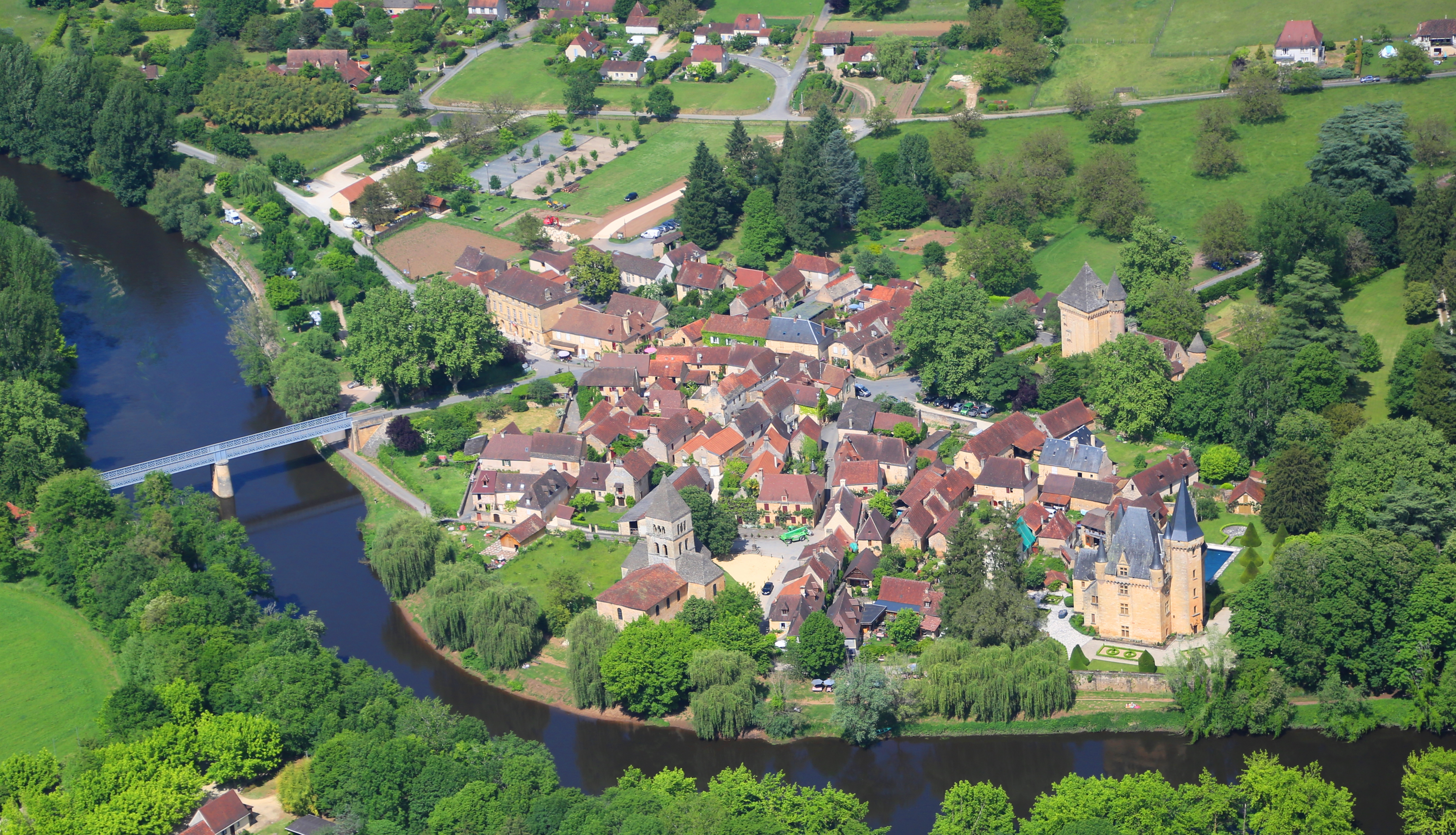
Gezicht op Saint-Léon-sur-Vézère
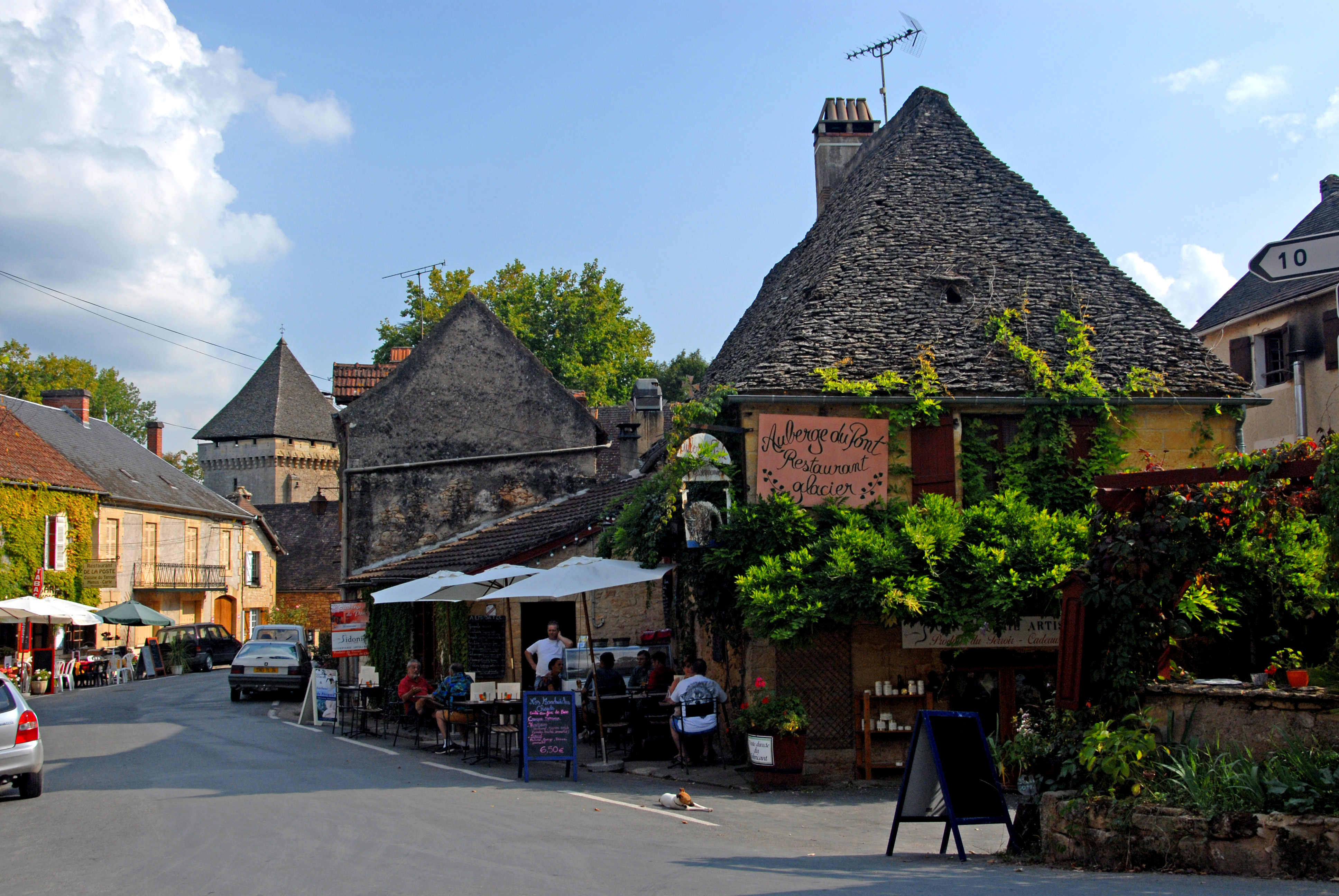
Centrum